# Huangyang (köpinghuvudort i Kina, Guizhou Sheng, lat 28,30, long 107,07)
Huangyang (kinesiska: 黄杨, 黄村坝, 黄杨镇) är en köpinghuvudort i Kina. Den ligger i provinsen Guizhou, i den sydvästra delen av landet, omkring 190 kilometer norr om provinshuvudstaden Guiyang. Antalet invånare är 18 646. Befolkningen består av 9 164 kvinnor och 9 482 män. Barn under 15 år utgör 29,0 %, vuxna 15-64 år 60 %, och äldre över 65 år 9,0 %.